# Eduardo Saverin
Eduardo Luiz Saverin, född 19 mars 1982 i São Paulo i Brasilien, är en brasiliansk-amerikansk entreprenör och en av medgrundarna till Facebook. Han arbetade vid Facebook 2004 till 2005 och har senare varit verksam som investerare i uppstartsbolag.
Vid Facebooks börsintroduktion 2012 ägde han 53 miljoner aktier i företaget (cirka 2% av alla aktier), värd cirka 2 miljarder dollar vid den tiden.